# Noblesse
Pour les articles homonymes, voir Noblesse (homonymie).
« Petit noble » redirige ici. Pour le titre de noblesse hongrois, voir Petit-noble.
Le terme noblesse peut désigner une qualité qui peut être morale ou institutionnelle, et qui, dans le second cas, peut être détenue à titre personnel ou bien dynastique, révocable ou héréditaire. Johann Wirn (de) distingue dès le XVIIe siècle la noblesse morale de la noblesse politique.

## Noblesse morale
La « noblesse morale » n'est ni un ordre social, ni une caste, ni un apanage, mais une forme de responsabilité philanthropique, un comportement vertueux et généreux, que tout homme de toute condition peut adopter selon sa vocation et son éducation : Grégoire de Nazianze la divise en « trois genres ». Le premier consiste à s'efforcer d'être et d'agir comme Dieu est censé l'attendre de nous, le deuxième à se purifier en résistant à la possible corruption de notre nature humaine, le troisième à cultiver et partager les dons et les savoirs que nous possédons. Gilles-André de La Rocque écrit dans son Traité de la noblesse que celle-ci ne donne point de droits mais bien des devoirs, dont un comportement désintéressé dans les activités humaines ou sociales, sans rechercher ni profit individuel, ni lucre, ni usure, ni prostitution, que ce soit dans la fonction publique, la justice, les forces armées, l'administration, les arts libéraux… Quant à la dignité, l'« honneur », il provient surtout de la défense des valeurs collectives, et non de l'intérêt, de la dépense ou du défi, et il est antinomique d'une attitude utilitaire ou vénale.

## Noblesse politique

Les trois ordres de la société féodale : laboratores (travailleurs), oratores (prieurs) et bellatores (combattants).

Enluminure médiévale (British Library) : le clerc, le guerrier et le producteur.

Du point de vue des sciences sociales, historiques et politiques, la notion de « noblesse » renvoie généralement à une caste aristocratique souvent endogame, et désigne alors la condition d'un groupe social distinct et hiérarchisé jouissant de privilèges spécifiques. Dans la plupart des cultures, la noblesse remonte, non comme lignées, mais comme caste de combattants, aux « fonctions tripartites indo-européennes » (guerrière, religieuse et économique) décrites par Georges Dumézil à propos des sociétés indo-européennes (mais qui existaient aussi ailleurs),.

## Histoire de la noblesse politique
L'anoblissement est apparu avec l'émergence des sociétés sédentaires et organisées d'agriculteurs, d'éleveurs, de marchands et d'artisans ayant besoin de défenseurs professionnels ayant les moyens de s'armer eux-mêmes et leurs compagnons. Il consiste à coopter une personne au rang des nobles en raison de ses capacités à combattre et commander d'autres combattants, des mérites ainsi acquis ou de sa fortune. Dans cette noblesse politique, l'ancienneté (les « quartiers de noblesse ») apparaîtra à Sébastien Le Prestre de Vauban comme « le premier critère de dignité ».
La « noblesse » institutionnelle d'un État (en général une monarchie, mais aussi des républiques comme Rome ou Venise), ou d'une province de ce pays, regroupe la minorité dominante d'un ensemble de familles détenant, le plus souvent héréditairement, des fonctions d'autorité militaire, politique, civile ou religieuse plus ou moins étendues, dans le cadre d'un statut privilégié comprenant des exemptions (le plus souvent de taxes et d'impôts) et des charges et emplois publics rémunérés (collecte des taxes et impôts, administration des provinces, levée des armées, conduite des guerres…) dits alors emplois nobles, ainsi que de sacerdoces réservés (lorsque ces fonctions sont religieuses, comme chez les lévites ou les brahmanes, on ne parle pas de noblesse, mais de caste sacerdotale).
Charles Fourier en 1822 représente seize castes et sous-castes sociales dont il analyse le « courant ascendant » de sentiments d'envie et de haine, et le « courant descendant » de sentiments de morgue et de mépris : « La noblesse de cour méprise la non-présentée ; la noblesse d'épée méprise celle de robe : les seigneurs à clocher méprisent les gentillâtres, tous les parvenus anoblis qui ne sont que de 1er degré et qui dédaignent les castes bourgeoises. Dans la bourgeoisie nous trouverions en 1re sous-caste la haute banque et la haute finance (no 5), méprisées des nobles mais s'en consolant avec leurs coffre-forts, méprisant le gros marchand et le bon propriétaire (no 6). Ceux-ci tout fiers de leur rang d'éligibles méprisent la sous-caste qui n'a que rang d'électeur (no 7) qui elle, s'en dédommage en méprisant la sous-caste des savants, les gens de loi et autres vivant de traitements ou casuels ou petits domaines qui ne leur donnent pas l'entrée au corps électoral (no 8) ; enfin la basse bourgeoisie (no 9), le petit marchand (no 10), le petit campagnard (no 11) seraient bien offensées si on les comprenait dans le peuple dont elle méprise les trois sous-castes (nos 12, 13, 14) et dont elle se pique d'éviter les manières, sans même compter la pègre et les vagabonds (nos 15 et 16). Il règne entre toutes ces castes des haines régulières c'est-à-dire que la no 9 hait la no 8 autant que celle-ci hait la no 7, quoique chacune recherche la fréquentation du degré supérieur par ambition et non par amitié ».
La noblesse est donc une classe sociale que l'on rencontre dans la plupart des sociétés sédentaires traditionnelles, dès lors que la fonction guerrière est distinguée par les pouvoirs économiques et religieux (tripartition), comme chez les Romains ou les Celtes avec la classe des chevaliers. Les modalités d'entrée et de maintien dans cette classe ont varié selon les époques et les pays, mêlant initiation, capacités et hérédité. Elle se trouve à toutes les époques et dans de nombreux types de sociétés, aussi bien antiques, comme en Grèce, que chez les peuples premiers, et jusqu'aux États-nations modernes.
Dans la Grèce antique, il existait quatre termes qui, en grec ancien, servaient à désigner les groupes humains : γένος / génos, « noble lignée » ; λάος / láos, « peuple assemblé » ; δῆμος / dêmos, « ensemble des citoyens libres » et ἔθνος / éthnos, « classe d'êtres d'origine commune ». Le pouvoir politique, le droit de propriété et les privilèges ont progressivement diffusé, dans l'Athènes antique, de la première à la deuxième et troisième catégories, tandis que les métèques relevaient de la quatrième et les esclaves d'aucune, leur statut étant proche de celui du bétail. L'exemple le plus connu de noblesse grecque antique est celui des Eupatrides.
Dans la Rome antique, les gens (familles au sens élargi) s'enorgueillissaient de l'ancienneté de leurs lignées, qui n'était pas forcément biologique (génétique) en raison de la pratique fréquente des adoptions, et qui ne connaissaient pas la transmission héréditaire du pouvoir public. Il s'agissait surtout de la transmission d'un nomen et d'un patrimoine. L'acquisition des pouvoirs publics était individuelle, au fil du cursus honorum au service de la res publica (l'intérêt public) ou du princeps. On obtenait un honor ou charge publique, soit par élection républicaine, soit par nomination sénatoriale ou impériale. Des homines novi, sans être « bien » nés, pouvaient aussi être élus ou nommés à un honor élevé et ainsi devenir chef et souche d'une nouvelle famille noble.
Dans l'antiquité tardive, en Europe, la nobilitas de l'Empire romain est régie par les codes de Théodose et de Justinien. Après les grandes invasions, au haut Moyen Âge, la nobilitas resta en vigueur dans l'Empire romain d'Orient (mégarchontes) et fut en partie adoptée, mais aussi transformée, par les royaumes germaniques en Occident, par les slaves occidentaux et les hongrois en Europe centrale, et par les États orthodoxes (grecs, slaves ou valaques) en Europe du Sud-Est. L'éducation classique des jeunes nobles à la cour des rois comportait une formation à la fois physique et intellectuelle leur permettant de faire carrière dans la hiérarchie civile, militaire ou religieuse de leur royaume.
Dans de nombreux pays, la noblesse a été abolie comme institution. En France, elle a été supprimée sous la Révolution française en 1789, rétablie sous le Premier Empire en 1804, et à nouveau supprimée sous la Troisième République en 1870 ; les titres de noblesse, qui sont considérés comme un accessoire du nom, peuvent toujours être officiellement enregistrés auprès du ministère de la Justice (afin d'être transcrits à l'État civil). Dans les pays ayant été gouvernés par un parti unique se réclamant du communisme, non seulement les titres et indicateurs de noblesse furent abolis et les biens matériels nationalisés, mais les anciens nobles, considérés comme « des exploiteurs, des parasites, des ennemis du peuple » finirent pour beaucoup leurs existences dans les camps de travaux forcés comme ceux du Goulag ou du Laogai, à moins qu'ils aient réussi à s'échapper et à s'exiler à temps (cas de nombreux nobles russes à Paris, Londres et Berlin dans les années 1920). Dans leurs pays d'origine, les survivants ont perdu leur statut social et une grande partie de leur mémoire familiale, car durant les longues années de dictature (en moyenne un demi-siècle), faire valoir ce qui y était considéré comme un « passé dont il faut faire table rase » (selon un couplet de l'Internationale) pouvait entraîner des persécutions et conduire en camp de travail « rééducatif ».
Après l'ouverture du rideau de fer et la chute des régimes communistes en Europe, les descendants de ces survivants qui ont revendiqué la restitution de leurs biens familiaux nationalisés ont, pour la plupart, échoué en raison de la complexité des procédures, des preuves exigées et du coût des démarches judiciaires. Seules les familles nobles les plus puissantes financièrement ont obtenu la restitution d'une partie de leurs anciennes propriétés dans les pays, comme la République tchèque ou la Roumanie, où la législation le permet : c'est le cas des héritiers de la famille autrichienne Schwarzenberg qui a obtenu la restitution du château d'Orlík au sud de Prague, et, en Transylvanie, des héritiers du comte hongrois Daniel Bánffy, des Habsbourg d'Autriche ou des Hohenzollern de Roumanie,.
Dans la mesure où les privilèges, titres et indicateurs ont été abolis, l'existence d'une noblesse est compatible avec l'exercice de la démocratie, par exemple au Royaume-Uni où elle a été conservée après la Glorieuse Révolution et ailleurs en Europe où elle a perduré après les révolutions de 1848. Une pairie et des titres de noblesse existent toujours légalement au XXIe siècle dans plusieurs pays européens, comme la Belgique, les Pays-Bas, le Royaume-Uni, la Suède, l'Espagne, Saint-Marin, le Luxembourg. Le pouvoir législatif est exercé en partie par des représentants de la noblesse, comme c'était le cas au Royaume-Uni avec la Chambre des lords jusqu'à la fin du XXe siècle. Ce fut le cas aussi en France au XIXe siècle avec l'ancienne Chambre des pairs.
En droit international il n'y a pas de noblesse et il n'existe pas d'ordre de noblesse international : la noblesse de chaque pays lui est donc spécifique, même si certains types de noblesse peuvent être communs à plusieurs pays (à titre d'exemple les barons, comtes, marquis, ducs, archiducs, princes sont globalement similaires en Europe occidentale et centrale tandis que les joupans, boyards, hospodars et voïvodes sont communs aux pays d'Europe orientale). Il existe en revanche des ordres internationaux dont certains sont initiatiques et qui, bien qu'usant de grades, de titres et de symboles, ne sont pas des ordres de chevalerie ou de noblesse, car ils sont ouverts à tous par cooptation (même si réunir tous les critères est ardu) et n'ont aucun caractère héréditaire ou transmissible,.
Au XXIe siècle, des titres de noblesse existent encore officiellement et continuent à être décernés par les souverains des monarchies actuelles, au nombre de trois en Afrique, treize en Asie, dix en Europe (en ne comptant que les maisons royales héréditaires) et deux en Océanie. On peut être noble par l'hérédité (baron de Ceuninck, vicomte Montgomery), par la haute finance (baron Empain ; baron Norman), par la politique (baronne Thatcher ; duc de Suárez), par les arts (baron Gros ; marquis de Dali), par les sciences (baron Winston ; vicomte Frimout) ou par les sports (baron Coe ; comte Rogge).

## Noblesses par aires culturelles

### Afrique précoloniale

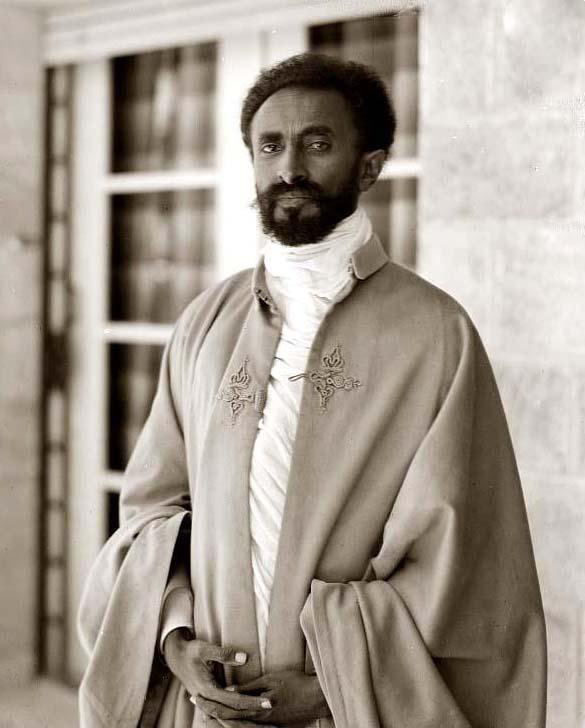
Le Ras Tafari Makonnen d'Éthiopie en 1923, futur empereur Hailé Sélassié.

Les noblesses africaines les plus anciennement attestées, celles de l'Égypte antique et de la Maurétanie, se sont progressivement fondues dans les élites romaines avant d'être absorbées par l'islamisation de l'Afrique du Nord ; pour leur part, les noblesses nubienne, makurienne, nobadienne, alodienne, axoumite, zagouée et abyssine ont fini par former la noblesse éthiopienne (négus, ras, mesafint, mekwanent et autres warashehs en amharique) elle-même dispersée ou massacrée par la révolution éthiopienne ; enfin au Ghana et dans les autres monarchies sub-sahariennes, les horons (mot mandé) ou touboungs (mot lounda) étaient hiérarchisés en trois groupes principaux,, :
- les massalen (haute noblesse) étaient au sommet de la hiérarchie, assurant la royauté et le pouvoir territorial dans les provinces : c'étaient les ducs et comtes, grands propriétaires terriens et de bétail, détenteurs des droits de chasse et pêche qu'ils affermaient, qui avaient sous leurs ordres les chefs des différents villages de leur province ;
- les dimo, geer, rimbe ou tondjon (moyenne noblesse, militaires et chasseurs, grands fermiers) ;
- les mori (ou marabouts, à la fois sages, juges, prêtres, éducateurs, gardiens et transmetteurs des mythes, des traditions et des connaissances comme l'herboristerie et les pratiques thérapeutiques).

Avec l'islamisation et la colonisation, ces noblesses ont perdu tout caractère officiel et le mot marabout a changé de sens pour désigner de nos jours deux choses différentes : soit, avec une connotation positive et flatteuse, un guide religieux musulman, soit, avec une connotation négative et péjorative, un sorcier ou un envoûteur auquel on prête des pouvoirs de voyance et de guérison ; parmi les marabouts, certains sont des manipulateurs psychiques qui prétendent pouvoir, moyennant finances, résoudre tout type de problème. Ces derniers, que les guides religieux considèrent comme des charlatans, mêlent en un syncrétisme religieux qui varie de l'un à l'autre, l'islam, l'animisme, le christianisme, le vaudou et diverses formes de magie.
Au Rwanda et au Burundi, ce ne sont ni la langue ni la religion qui séparent les Tutsi des Hutu, mais le statut : les premiers sont issus de la noblesse, les seconds du peuple agriculteur ou artisan.
Le prestige de la noblesse est encore très grand dans les sociétés africaines, et peut compter en politique : à titre d’exemple, Nelson Mandela n'était pas seulement un militant de l'ANC et un président de l'Afrique du Sud, mais aussi un prince Xhosa de lignée royale Thembu, de son nom royal Rolihlahla Madiba,.

### Amérique précolombienne

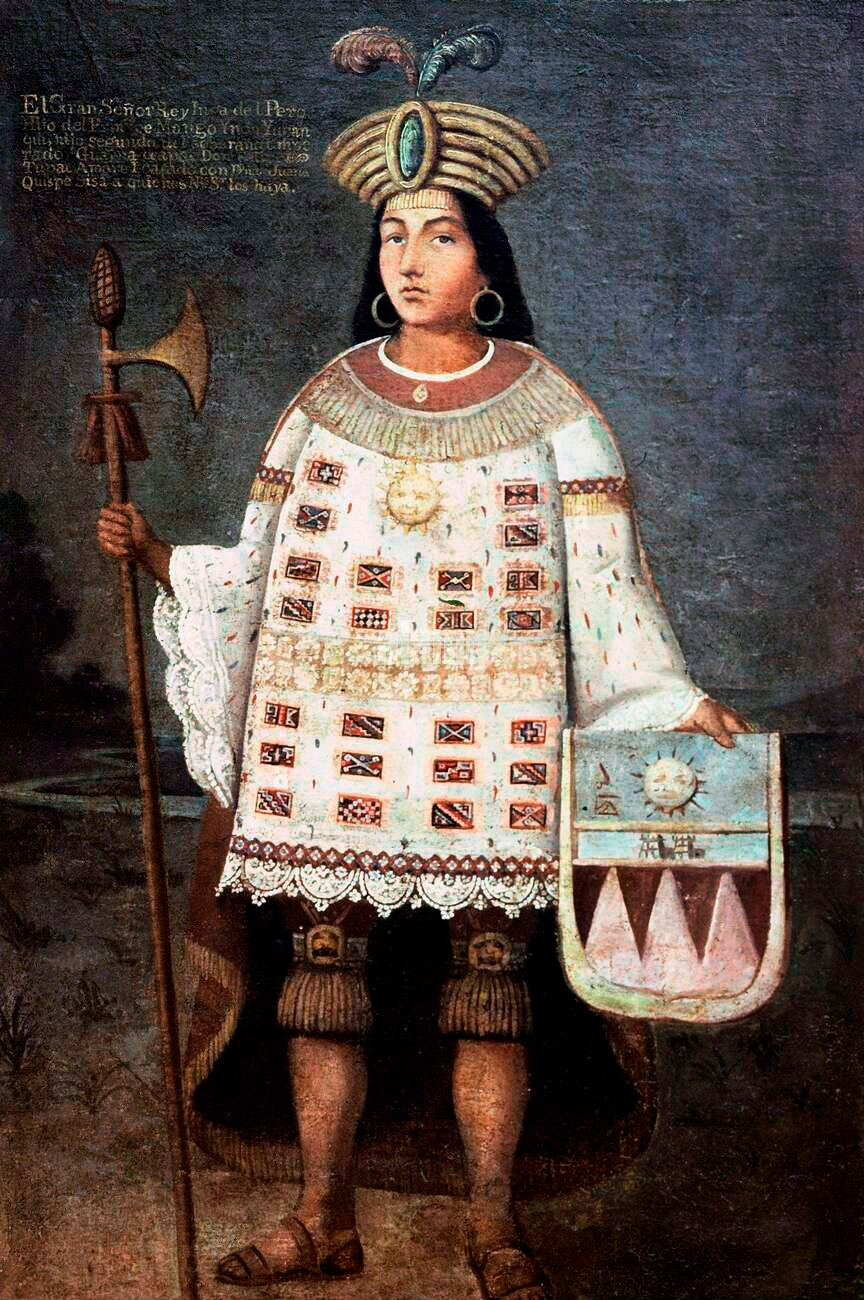
Le Sapa Inca Túpac Amaru (1545-1572), dernier souverain de Vilcabamba (Pérou).

Les conquistadors espagnols dénommèrent indifféremment « caciques » les aristocrates des empires amérindiens (maya, aztèque, inca…) dont la hiérarchie était aussi complexe qu'en Europe, mais moins cloisonnée et pas systématiquement héréditaire. Le mot cacique désigne un noble en taïno, langue indigène d'Hispaniola: il est généralement traduit par « dignitaire » ou « seigneur » et chez les Aztèques par exemple, les descendants des nobles, désignés comme tecuhtli en nahuatl étaient nommés « pilli », terme équivalent à l'espagnol « hidalgo » (« fils de quelqu'un »).
Ces nobles amérindiens pouvaient aussi bien être d'extraction relativement modeste (par exemple, chez les Aztèques, les calpullec, des villages ou des quartiers de la capitale), que des seigneurs de rang élevé (empereurs, rois des monarchies subordonnées, gouverneurs des provinces, conseillers des monarques, juges importants ou grands chefs militaires, par exemple les apu, kuraka, qhapaq, tuqriquq et varayoks des Incas). Les nobles amérindiens qui se sont opposés aux conquistadors ont disparu, mais ceux qui se sont ralliés à eux et se sont convertis au catholicisme ont parfois pu s'intégrer à la petite noblesse créole locale comme vizcondes ou caballeros.

### Brésil
Au Brésil, c'est la maison d'Orléans-Bragance qui, durant son règne sur l'Empire brésilien, décerna quelques titres de noblesse, non-reconnus en Europe où les récipiendaires, de riches planteurs et éleveurs de bétail esclavagistes, furent qualifiés de « rastaquouères »,.

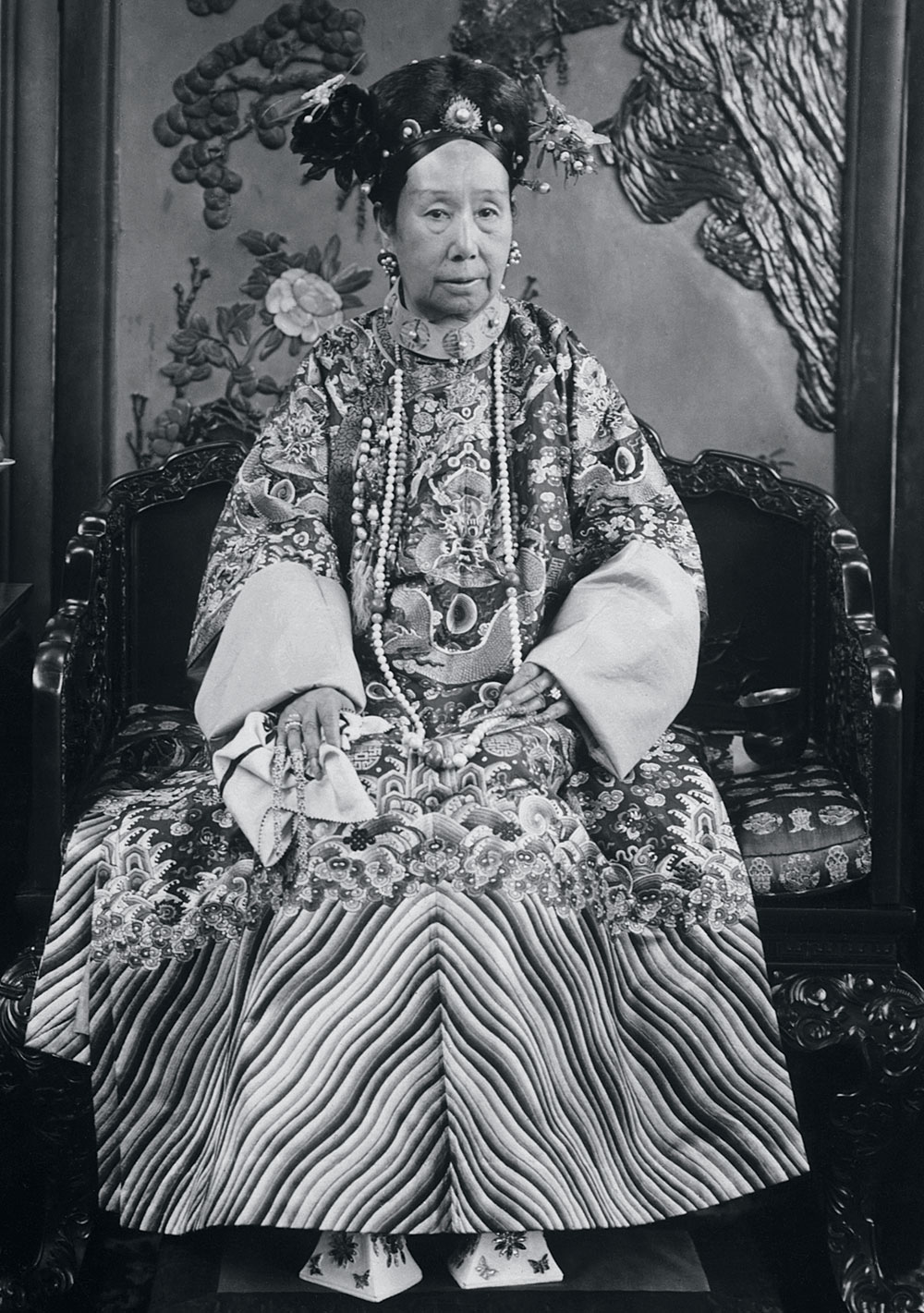
L'impératrice douairière de Chine Cixi (Ts'eu-Hi) en 1902.

### Chine
Incluant les souverains et les nobles proprement dits, la noblesse chinoise a été un élément important de l’organisation sociale et politique traditionnelle de la Chine impériale. Les concepts de souverains héréditaires, de titres de noblesse et de familles nobles apparaissent dès les débuts semi-mythiques de l'histoire de la Chine puis, sous la dynastie Zhou un système structuré définissant la noblesse et les nobles se met en place et perdure durant plus de deux millénaires suivants, avec quelques modifications et ajouts dont le plus récent date de la dynastie Qing.
Un titre de noblesse peut être gagné ou perdu à titre posthume, l'élévation posthume étant souvent utilisée comme un moyen d'exprimer sa considération envers le défunt. Ainsi Guan Yu, qui vécut à la fin de la dynastie Han, portait de son vivant le titre de marquis de Han Zhou (漢壽亭侯) et reçut à titre posthume le titre de duc de Zhonghui (忠惠公). Sous la dynastie Yuan, Yiyong Wu'an Yingji portait le titre de prince de Xianling (顯靈義勇武安英濟王), avant d'être littéralement « béatifié » et élevé au rang d'empereur sous la dynastie Ming, où il devient le « saint empereur Guan », le Grand dieu qui subjugue les démons des trois mondes et dont la grâce se propage loin et se déplace dans le ciel (三界伏魔大神威遠震天尊關聖帝君). Dans la culture populaire, il est révéré comme étant un Dieu de la prospérité, du commerce, de la guerre et de la police.
Ce système perdure jusqu'à la Révolution chinoise de 1911 qui met fin à l'empire chinois. Toutefois la république de Chine permet à quelques familles nobles, ayant soutenu le nouveau régime, de garder leurs titres et leurs dignités, mais tous perdent leurs domaines et cela précipite leur déclin économique. Quant à la république populaire de Chine mise en place en 1949, elle ne se contente pas d'abolir tous les titres, prédicats et indicateurs de noblesse, mais cible l'aristocratie physiquement dans le cadre de la lutte des classes, de sorte que tous ceux qui n'ont pas réussi à fuir le pays sont, au mieux, détenus aux travaux forcés du Laogai et au pire massacrés sur place, notamment pendant la révolution culturelle. De nos jours, seule une poignée de personnes de la diaspora chinoise continue à revendiquer tel ou tel titre de noblesse dans l'indifférence générale.

### Europe

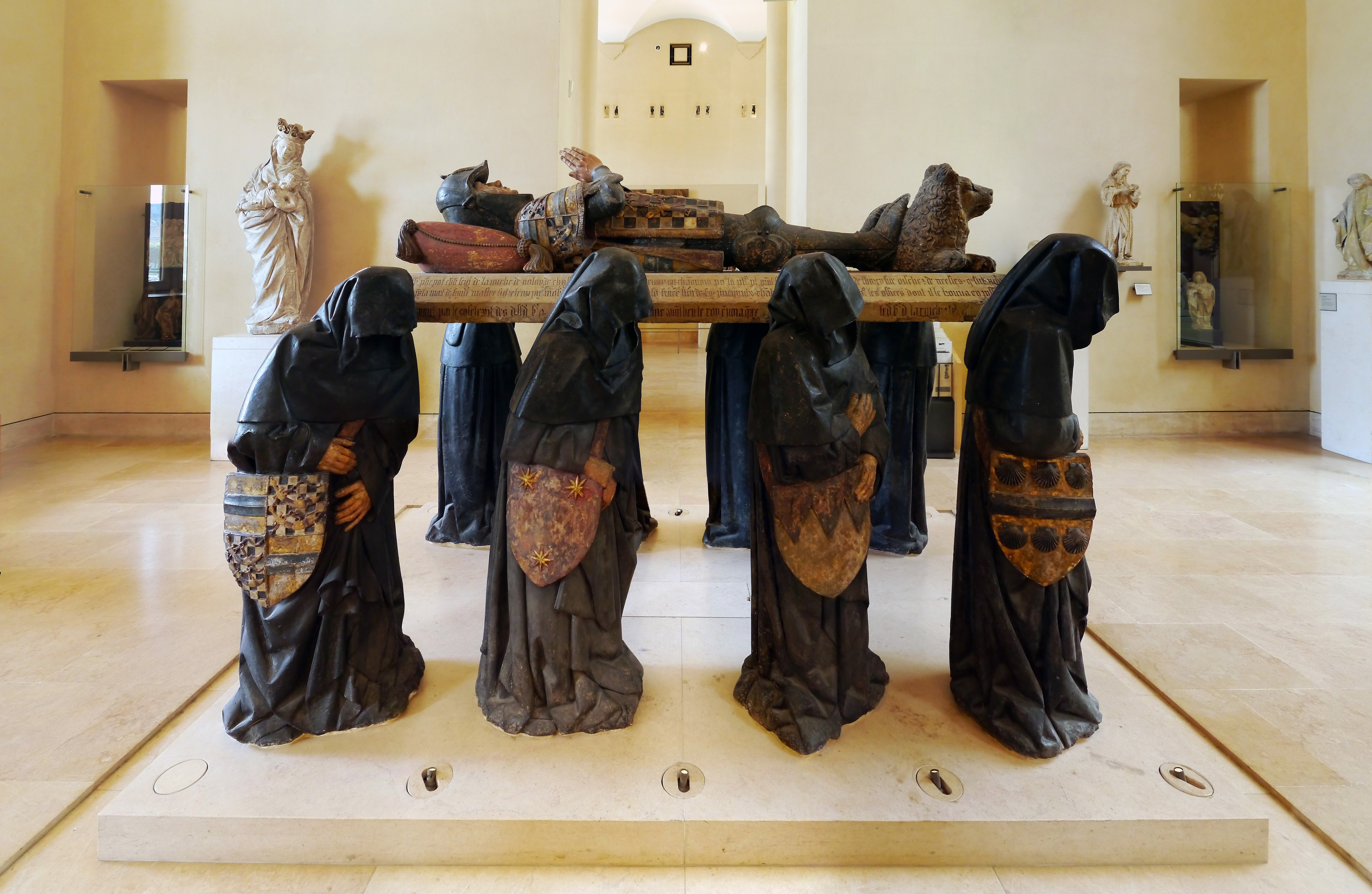
La noblesse européenne et la tradition de l'héraldique, comme ici chez les pleurants, Louvre.

En Europe, chaque pays a ses propres traditions nobiliaires.

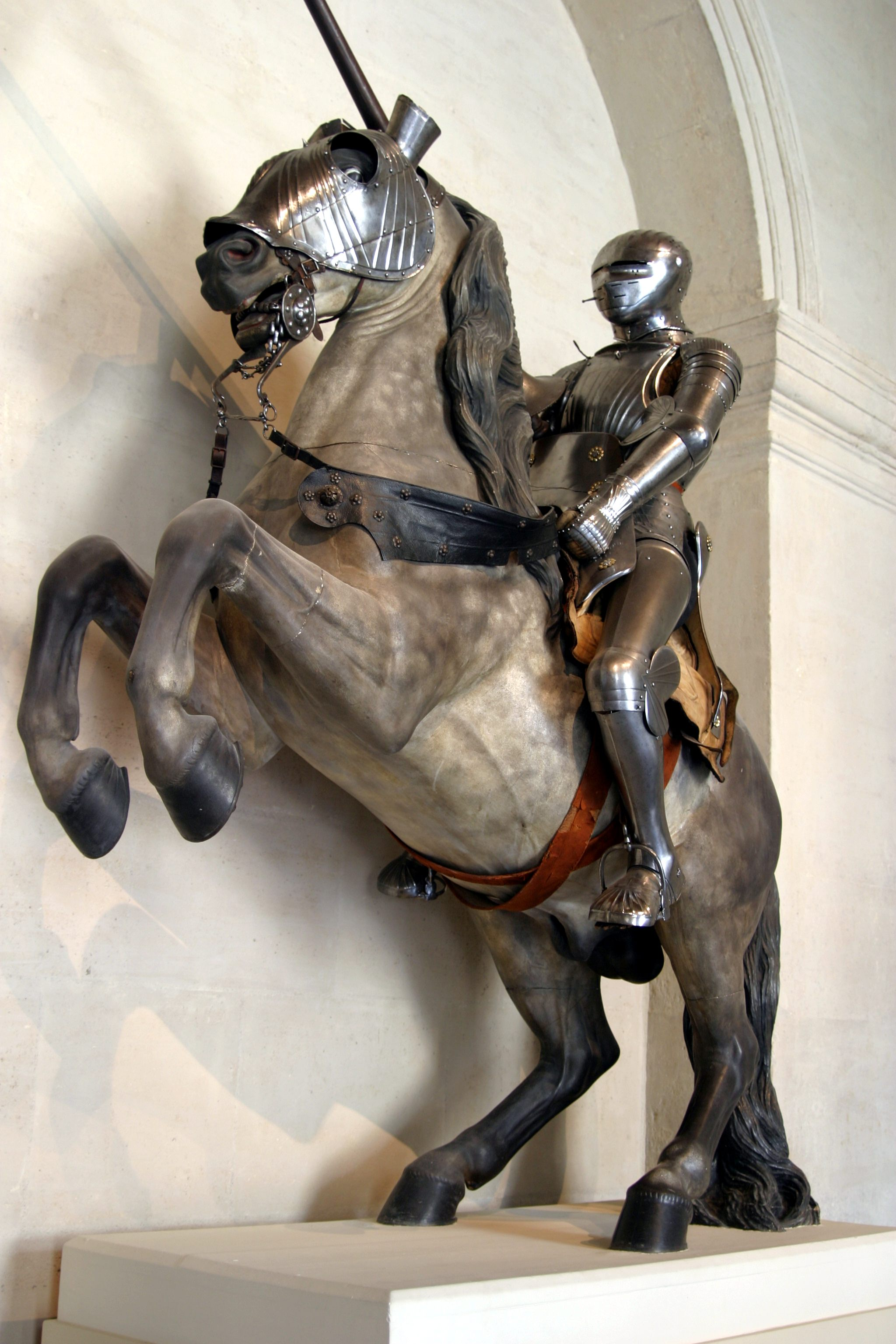
« Statue équestre » d'un chevalier en armure, sa monture cabrée (ce qui suppose un cheval beaucoup plus musclé que les races actuelles).

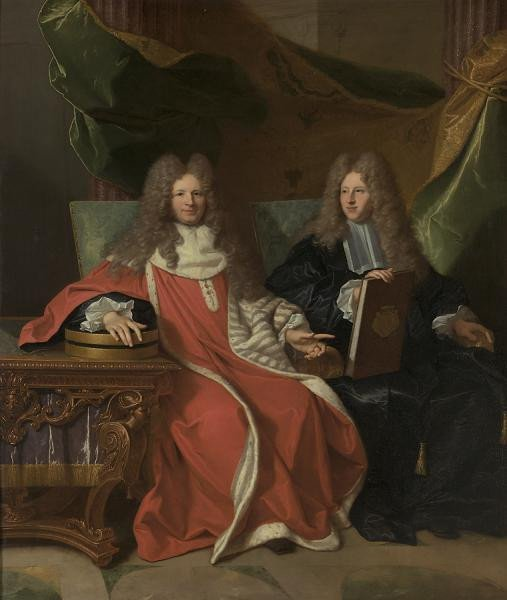
Portrait de Pierre-Cardin Le Bret seigneur de Flacourt (1639-1710) et de son fils Cardin Le Bret comte de Selles (1675-1734) : l'achat au roi de France d'une fonction de justice (office) anoblit. Les Le Bret, parlementaires d'Aix-en-Provence à la fin du XVIIe siècle.

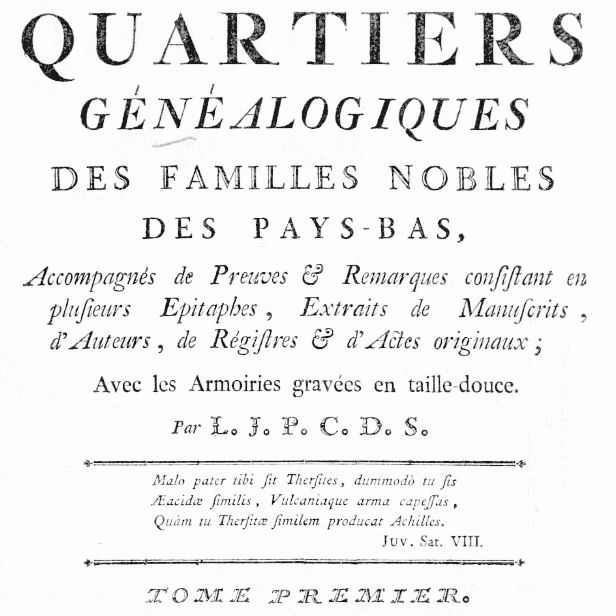
La noblesse et son histoire est étudiée dans des armoriaux, comme ici des Pays-Bas, contenant mariages avec quartiers du XVIIIe siècle.

#### Antiquité tardive
En Europe occidentale, les royaumes germaniques copièrent plus ou moins le système romain de délégation de la potestas. Ainsi, des nobles germaniques purent se voir confier, par les maiores natu ou « grands des peuples barbares », des fonctions publiques ou honores, non héréditaires, comme dans la nobilitas romaine, et ainsi entrer dans la militia principis en jurant obéissance « à la romaine » (obsequium) au nouveau roi germanique. Par exemple, pour être mieux accepté et obéi par ses sujets gallo-romains, largement majoritaires dans son royaume, le souverain franc Chlodwig (Clovis) conserva le droit romain pour les Romains et pour les chrétiens, incita ses « grands » à entrer dans ce système et finit par renoncer à sa religion germanique pour adopter lui-même le christianisme.
L'osmose germano-romaine en Occident a été freinée par la division du christianisme entre ariens (variante initialement adoptée par une grande part de la noblesse germanique) et nicéens (variante des autochtones romains,) mais facilitée par certaines similarités entre noblesses romaines et germaniques.

#### Moyen Âge
Dans la féodalité européenne, le noble, vassal de son suzerain et qui a les ressources économiques pour disposer de montures, d'armes d'hast, d'estoc et de taille, d'armures, d'écus, de tentes, d'écuyers et de goujats (responsables des bagages), se bat à cheval et s'astreint à des règles de combat spécifiques. L'homme du peuple, moins bien armé et cuirassé, se bat à pied dans l'infanterie, en fantassin, en archer ou en frondeur : il est appelé « piéton ». À la fin du Moyen Âge, les innovations technologiques et notamment les armes à feu rendent obsolète le combat à cheval en armure lourde, tandis que le besoin de main-d'œuvre agricole et la professionnalisation des métiers d'armes favorise l'usage des mercenaires dans l'infanterie. Cela n'empêchera pas la mythologie associée à la chevalerie de persister jusqu'à la période romantique, au XIXe siècle.

#### La noblesse occidentale dans la culture
Dans la culture occidentale, l'expression métaphorique de « sang bleu » pour les nobles apparaît au XIXe siècle : elle provient de l'espagnol « sangre azul » désignant la noblesse chrétienne actrice de la reconquista, peut-être en référence à l'archétype du héros princier moralement noble, à l'âme pure comme le ciel bleu sans nuages, appelé en Espagne Principe azul. D'autres hypothèses sont proposées pour expliquer cette référence à la couleur bleue : pâleur de la peau des nobles restant à l'abri du soleil et qui les différencie du peuple laborieux des villes et des campagnes à la peau burinée par le soleil et le grand air (les vaisseaux sanguins des aristocrates transparaissant dans une teinte bleuâtre à travers le filtre de la peau) ; association au statut de la Vierge Marie, patronne principale de la France, et dont le bleu est la couleur exclusive et « noble » pour peindre le manteau sur ses représentations artistiques (« noble » dans le sens où l'utilisation de pigments bleus pour honorer la Vierge fait appel à un ingrédient extrêmement cher, le lapis-lazuli).
Du XVIe au XVIIIe siècle, l'expression en France est celle de « sang clair », « sang pur » ou « sang épuré », mythe racial qui se diffuse en même temps que celui d'« Occident chrétien » à la fin du règne de Louis XV, dans le contexte d'une réaction nobiliaire face à l'affaiblissement du pouvoir politique de la noblesse d'extraction face à la bourgeoisie et à la noblesse de robe, et à une réception de l'œuvre d'Henri de Boulainvilliers qui reprend la théorie germaniste des « deux races » (la race supérieure, franque ou germanique, en lutte contre la race inférieure des Gaulois ou Gallo-Romains).

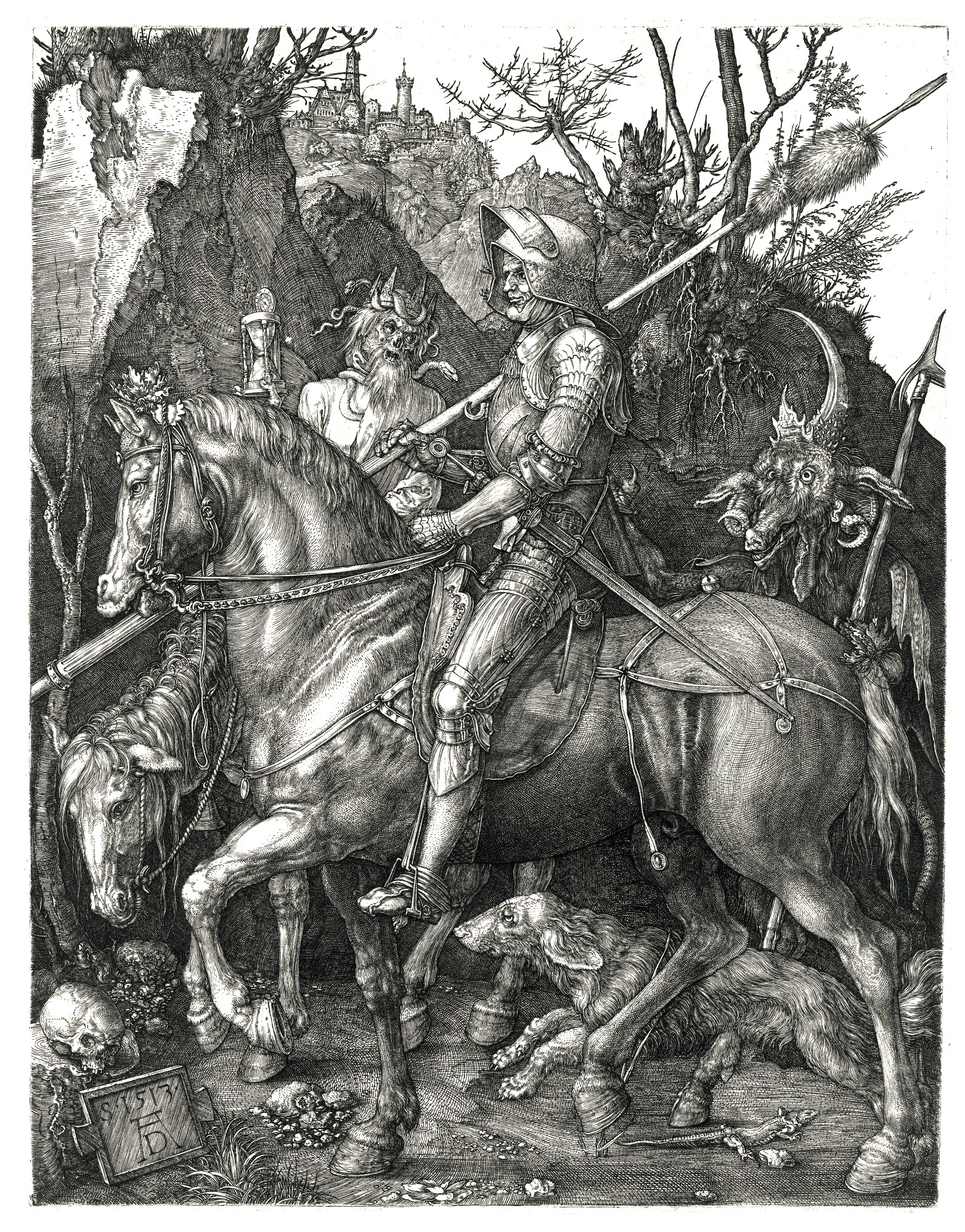
Albrecht Dürer, Le Chevalier, la Mort et le Diable, 1513. Cette gravure a donné lieu à de multiples interprétations au cours des siècles.

Au XXe siècle, une noblesse fictive est mise en scène à travers les œuvres de J. R. R. Tolkien ou de Walt Disney (ici le Château de la Belle au bois dormant à Disneyland, Anaheim, Californie).

Karl Ferdinand Werner décrit plusieurs mythes concernant la noblesse et le Moyen Âge en général :
- la noblesse occidentale d'origine germanique se serait intégrée à la militas romaine et la chevalerie européenne est l'héritière de la militas. Selon Werner il n'y a pas de remplacement des élites romaines par les élites germaniques mais une fusion des deux, les élites germaniques adoptant les formes et les institutions romaines[52].
- Werner affirme aussi que les privilèges de la noblesse ne relèvent pas du droit privé, comme dans la logique des États de droit modernes qui proscrivent la personnalisation de l'espace public, mais structurent le droit public[53], faisant office d'administration civile et laïque efficace à l'époque féodale[54]. En fait, beaucoup de nobles surveillaient de près et administraient soigneusement, directement ou par régisseurs ou fermiers interposés, les populations qui assuraient leur prospérité[55].
- Selon Werner, il y a eu plusieurs avantages et apports positifs de la noblesse à la civilisation européenne :
  - les nobles auraient été élevés dans l’idée qu’ils étaient nés pour servir le prince, mais aussi son seigneur, Dieu de qui vient toute autorité et tout idéal de justice. Dans l’idéal, ce service consistait à gouverner les hommes, les protéger, les juger, les aider, plus particulièrement les faibles et les pauvres, les veuves et les orphelins, protéger le clergé, les moines, conformément à l'idéal chrétien[56].
  - la noblesse aurait développé en son sein une culture courtoise bénéficiant à la femme associée au culte de la Vierge Marie : selon Werner, « le miles a découvert la dignité de la femme, représentée dans ce monde par l’épouse du seigneur, la dame, à laquelle il pouvait avoir le privilège de vouer son service. S'est ainsi développée la civilisation courtoise, avec la poésie des troubadours et les tournois des chevaliers, plus ritualisés et moins violents que les batailles, dont les dames étaient juges. Toute une culture du respect de la femme et de la galanterie en est issue ; la femme, qu’elle soit noble ou bourgeoise, devait avoir pas sur les hommes, le plus grand respect étant acquis aux dames âgées et cultivées. Cette culture présupposait des hommes éduqués dans les normes chevaleresques, celles du cavalier à la Cour »[57].

La vision idéalisée de la noblesse européenne de Karl Ferdinand Werner fait abstraction des razzias, des massacres, des nobles pillards, des campagnes dépeuplées, des guerres de religion, des corvées, des viols, des violences et des servitudes du temps ; quant aux dames nobles, elles étaient certes mieux nourries, vêtues et traitées que les roturières, mais aussi mariées très jeunes pour nouer des alliances matrimoniales sans que leurs sentiments soient pris en compte. La « galanterie chevaleresque » de l'idéal romantique de Werner occulte le fait que même nobles, les femmes, à l'exception de quelques souveraines très énergiques, étaient juridiquement mineures et n'existaient que comme filles, épouses ou sœurs des hommes de leur famille.

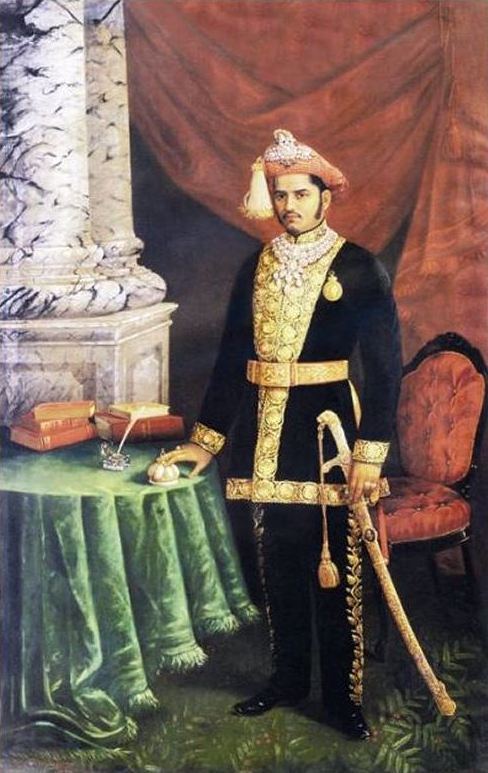
Sayajirao Gaekwad III, maha raja de l'État indien du Baroda.

### Inde
Parmi les varṇas (castes) de l'Inde, aujourd'hui sans existence légale mais toujours très présentes dans la structure sociale, ce sont les plus minoritaires : les brahmanes ou prêtres et, parmi les kshatriyas ou guerriers, les lignées de rājans ou rājahs (ou seigneurs, particulièrement les maharājahs ou souverains), qui constituaient la noblesse. Ce système a été diffusé, en même temps que l’hindouisme, en Indochine, Malaisie et Indonésie. Lorsque l’hindouisme a été supplanté par le bouddhisme ou l’islam, les rājahs ont perduré comme maîtres de la terre, et les maharājahs comme rois bouddhistes ou sultans malais.

### Indonésie

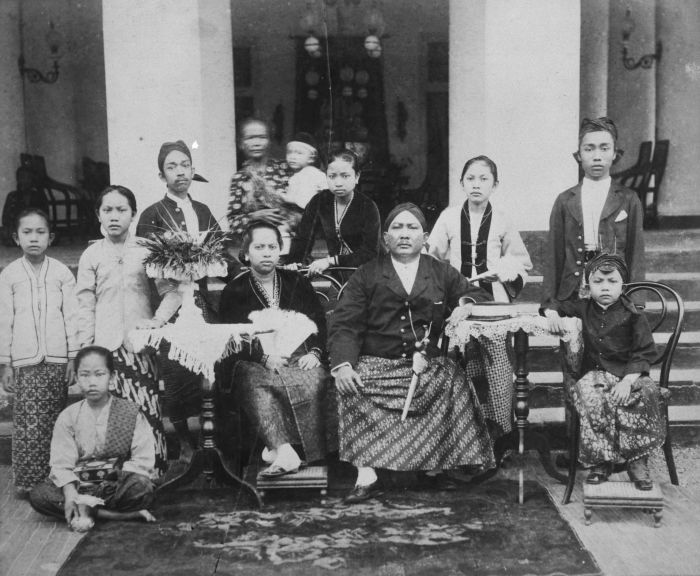
Un regent javanais et sa famille (1888).

Bien que l'Indonésie soit aujourd'hui une république, on y trouve encore de nombreuses cours royales et princières dont les membres forment une noblesse de sang qui n'a plus de privilèges mais conserve ses titres. Les chefs de ces maisons ont encore un rôle symbolique et rituel. Il existe en outre des rites par lesquels on accorde une distinction nobiliaire à des personnes. Enfin, à Java, les descendants d'une noblesse de robe créée au XVIIe siècle par le Sultan Agung du royaume de Mataram, les priyayi, sont souvent reconnaissables à leur nom de famille, alors que ce dernier n'est pas encore une institution répandue pour la grande majorité des Indonésiens.

### Japon
Source de ce sous-chapitre.

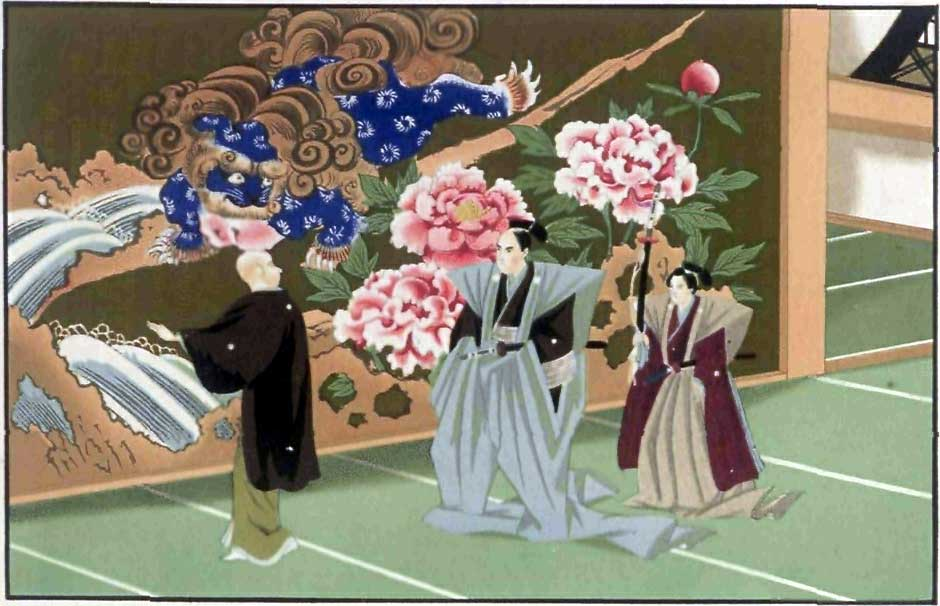
Un daimyo japonais en visite d'État.

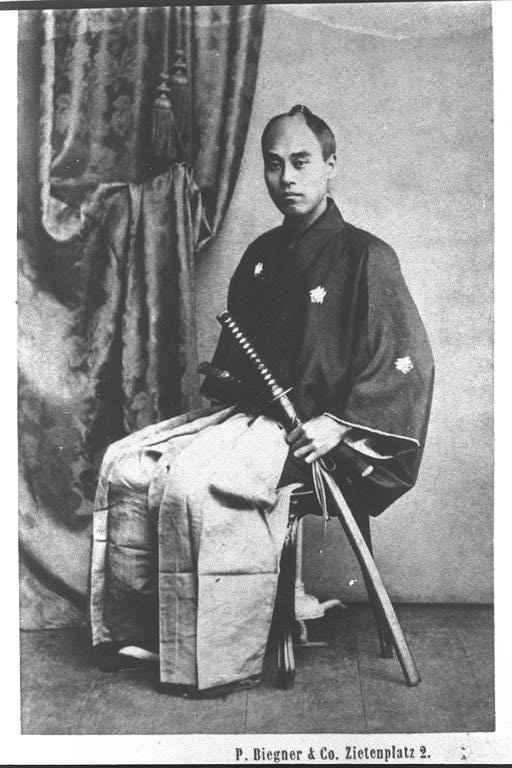
Fukuzawa Yukichi, samouraï de rang médiocre et grand intellectuel japonais, photographié en Allemagne ; les armoiries de son clan figurent sur son habit.

Jusqu'en 1869, la noblesse japonaise (kuge) était structurée sur le modèle chinois, et basée sur la possession de grands domaines dont les habitants étaient des serfs (auxquels pouvaient s'ajouter les esclaves des grands propriétaires daimyo : on pouvait devenir esclave pour dettes, comme punition à la suite d'un jugement, ou comme prisonnier de guerre si on n'était pas mort les armes à la main car dans les trois cas on était déshonoré et on cessait d'être une personne pour devenir une « chose » (hinin 非人).
Initialement, ce qu'on appelle, stricto sensu, noblesse japonaise (kuge) s'est articulée autour du souverain impérial, d'où procédaient tous les honneurs, apanages et charges décernés aux clans de courtisans (uji) comme les Fujiwara ou Mononobe), dont nombre d'origine coréenne (Soga). Les chefs de ces clans portaient des titres hiérarchisés ou kabane. Parallèlement, dès le VIIe siècle, s'est constituée une noblesse de service qui a peu à peu accaparé la réalité du pouvoir, sans jamais éliminer les kuge, les samouraï. Cette classe, sans équivalent en Europe, s'est rapidement fédérée autour de descendants de princes impériaux (les Heike et les Genji), puis des shoguns. Ses principaux chefs, politiques et gouverneurs régionaux (les daimyo et les shomyo) ont été graduellement admis au sein des kuge (d'autant plus qu'ils en procédaient le plus souvent). Dans l'ensemble, les samouraï ont fourni au Japon shogounal la plupart de ses cadres, de ses militaires et de ses fonctionnaires, surtout provinciaux. Les chefs héréditaires de sectes ou de temples étaient généralement d'origine samouraï et classés comme tels.
Lors de la période Meiji (1868), le nouveau gouvernement institua une nouvelle noblesse, ou kazoku (華族, littéralement « ascendance fleurie »), inspirée du système français (napoléonien) et anglais. Elle fut abolie à la fin de la Seconde Guerre mondiale. Les bénéficiaires furent surtout des politiques (prince Itō Hirobumi, artisan de la colonisation japonaise de la Corée), des hauts fonctionnaires et des hommes d'affaires (baron Iwasaki Yatarô, fondateur du groupe Mitsubishi). Hormis les Tokugawa, la distribution des titres de kazoku pour les anciens daimyos dépendait du revenu en riz de ces seigneurs féodaux : ceux qui percevaient plus de 150 000 koku devinrent marquis, ceux qui percevaient plus de 50 000 koku devinrent comtes, etc. L'ancien shogun, Tokugawa Yoshinobu, devint prince, les chefs des branches primaires de la famille Tokugawa (shimpan daimyō) devinrent marquis et les chefs des branches secondaires devinrent comtes. Ainsi, la kuge (la noblesse de la cour impériale de Kyoto) et les daimyo (les seigneurs féodaux) fusionnèrent en une seule classe aristocratique. Itō Hirobumi, un des acteurs de la restauration de Meiji et plus tard l'un des auteurs de la Constitution de 1889, destinait le kazoku à servir de rempart pour l'empereur et l'institution impériale rénovée, qui élargit le statut de kazoku aux personnes ayant brillamment servi la couronne.
En 1884, le gouvernement divisa le kazoku en cinq rangs explicitement basés sur la pairie de Grande-Bretagne. Ce système utilise des titres dérivés des anciens titres de noblesse d'avant 1864 qui, eux aussi, sont au nombre de cinq :
- prince ou duc (公爵, kōshaku?)
- marquis (侯爵, kōshaku?)
- comte (伯爵, hakushaku?)
- vicomte (子爵, shishaku?)
- baron (男爵, danshaku?)[66]

La Constitution actuelle du Japon, datant de 1947, abolit la kazoku et les titres, prédicats et indicateurs de noblesse en dehors de la famille impériale. En revanche, elle ne priva pas la kazoku de ses biens, de sorte que ses membres conservèrent leur assise économique et qu'au XXIe siècle encore, les descendants des anciennes familles nobles continuent à occuper des postes de première importance dans la société et l'industrie.
L'empire du Japon actuel, État démocratique, ne reconnaît de noblesse que pour le seul noyau de la famille impériale, c'est-à-dire le tennō, ses oncles et tantes par les hommes, ses frères et sœurs, leurs enfants et les siens.
Au XXIe siècle, 4 710 blasons (mons, originaux et variantes incluses) existent au Japon.

### Perse
En Perse impériale on différenciait deux catégories de nobles : ashrâfiyyat-e divâni et ashrâfiyyat-e lashgari, qui correspondaient plus ou moins à la distinction entre la noblesse de robe et celle d'épée. Sous les Arsacides, la noblesse du premier rang se définissait par la parenté (la filiation ou la germanité) avec la personne du Shah. Ainsi, les membres de Mehestan (nom hérité du Sénat iranien sous l'Empire parthe) étaient nommés parmi les princes de sang qui de ce fait appartenaient au plus haut rang de la noblesse. Avec l'avènement de la dynastie Pahlavi en 1924, Reza Shah fit voter une série de lois portant l'abolition de tous les privilèges et titres de la noblesse, comme Mirza (persan ميرزا, transcrit mourza, murza ou morza et fréquemment pris pour un patronyme dans les sources secondaires). L'usage de Mirza par courtoisie a néanmoins perduré jusqu'à la révolution iranienne en 1979 et existe encore dans la diaspora iranienne.

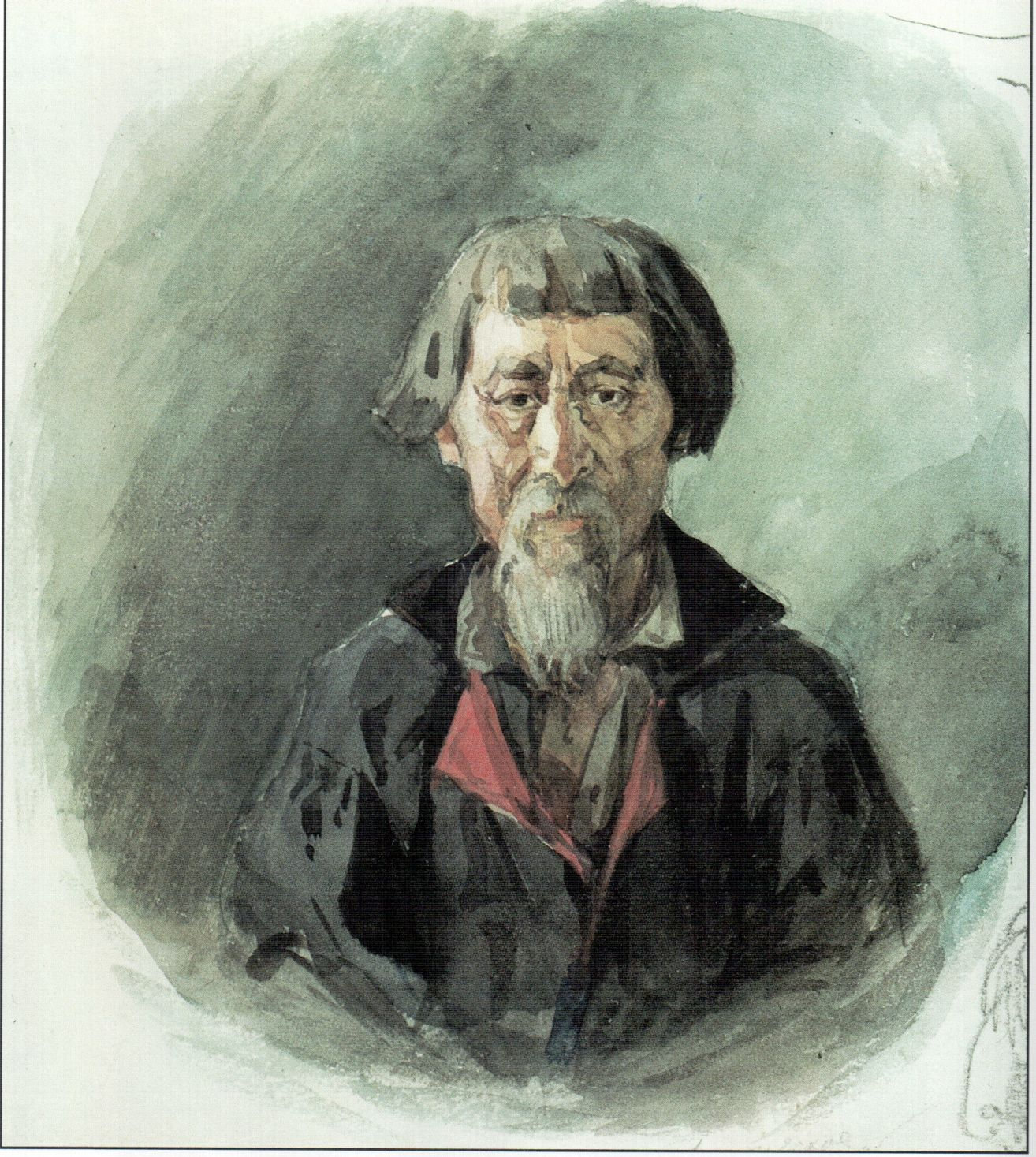
Portrait d’un mourza par Vassili Sourikov, 1873.

### Peuples cavaliers des steppes
Initialement chamaniste ou tengriste, la noblesse des peuples cavaliers de la steppe eurasienne (Scythes, Sarmates, Huns, Avars, proto-Bulgares, Alains, Khazars, Magyars, Pétchénègues, Polovtses (Coumans), Mongols, Tatars…) comprenait plusieurs rangs : à partir du VIIe siècle apparaissent les titres de khan (« souverain ») d'origine turco-mongole, de boïla (бꙑлꙗ, « noble ») d'origine bulgare et de mirza (« prince », d'origine perse).
Ces titres identifiaient les aristocrates des khanats proto-bulgares de la mer Noire (steppe pontique), de la Volga et du Danube, ainsi que ceux des khanats turcophones de Qazan, d'Astrakhan, de Ferghana, de Khiva ou de Boukhara, mais aussi les princes circassiens absorbés par les tatars, les nobles polovtses et tatars absorbés par les principautés russes ou roumaines ainsi que l'aristocratie des pays balkaniques d'avant la christianisation par l'église byzantine ou d'avant la conquête turque et l'islamisation.
Ce qui subsistait de cette « noblesse des steppes » au début du XXe siècle disparaît ou émigre en Occident après la révolution d'Octobre de 1917 en Russie, après l'abolition de l'Empire ottoman remplacé par la république de Turquie en 1923 et après l'avènement des gouvernements communistes en Europe centrale et orientale à partir de 1945.

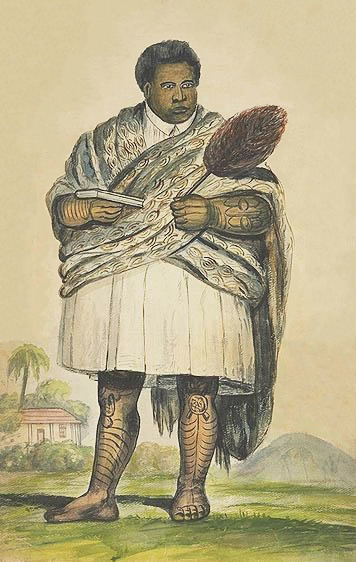
L’Ariki nui Pori Makea, roi polynésien de Teauotonga à Rarotonga en 1833, portant son ta’iri (éventail équivalent d'un sceptre).

### Polynésie
En Polynésie, un ariki est un guerrier, et le chef des guerriers, l’ariki nui (littéralement « grand guerrier ») est le chef tribal, souvent assimilé à un roi, au statut généralement semi-héréditaire. Aux îles Marquises par exemple, la société comprenait cinq classes : les familles nobles hakaiki parmi lesquelles chaque tribu avait sa lignée royale héréditaire (hérédité pas forcément patrilinéaire), les taua ou prêtres, les kaïoï  ou clans libres ordinaires (chacun ayant ses propres affiliations initiatiques totémiques), les tuhuna (artisans, artistes, conteurs) et les kikino (serfs et serviteurs, pouvant être des captifs de guerre ou des personnes punies pour avoir enfreint des tabous ou pour dettes). À partir du XVIIIe siècle, la christianisation et l'européanisation des institutions aboutit à la création des monarchies d'Hawaii, de Bora Bora, de Raiatea et de Tahiti, autour de dynasties comme celles de Kame ha Meha à Hawaii ou de Pōmare à Tahiti.
Ces états ne résistèrent que quelques décennies aux protectorats imposés par les puisances coloniales, mais aux Tonga, des titres de noblesse furent conférés à des grands chefs traditionnels lors de la fondation du royaume des Tonga en tant qu'État d'inspiration occidentale, au XIXe siècle, posant ainsi les fondements d'une noblesse tongienne qui dispose jusqu'à ce jour[Quand ?] d'un grand prestige, ainsi que de prérogatives politiques. À Wallis-et-Futuna, le protectorat français ne destitua pas les lavelua (souverains), assistés de kivalu (ministres) et de faipule (gouverneurs), de sorte qu'aujourd'hui ce territoire français d'outre mer n'est pas républicain mais triplement monarchique avec les trois royaumes coutumiers d'Alo, Sigave et Uvea, reconnus et représentés à l'assemblée territoriale.